# Едсилія Ромблі
Едсилія Франциска Ромблі (нід. Edsilia Rombley; нар. 13 лютого 1978 року, Амстердам, Нідерланди) — нідерландська співачка арубанського походження, представниця Нідерландів на пісенному конкурсі Євробачення в 1998 і 2007 рр., ведуча пісенного конкурсу «Євробачення-2021» з Шанталь Янзен, Ніккі де Ягер і Яном Смітом.

## Біографія
Едсилія народилася 1978 року, у сім'ї вихідців з карибських островів Аруба і Кюрасао. У віці 13 років юна співачка взяла участь у місцевому конкурсі талантів і здобула в ньому перемогу. Музична кар'єра Едсилії почалася 1995 року, коли вона стала учасницею попгрупи «Dignity». Двома роками пізніше Ромблі пішла з колективу, розпочавши сольну кар'єру. 1996 року брала участь на фестивалі «Soundmixshow» і стала його переможцем, виконавши пісню «I just had to hear your voice». 1997 року випускає свій демо-сингл «Baby, it's you».
Наступного року виконавиця бере участь на пісенному конкурсі Євробачення 1998, що проходив у Бірмінгемі (Велика Британія) з піснею «Hemel en Aarde». Виступ виявився вдалим, співачка посіла четверте місце.
Після деяких труднощів, 2002 року Едсилія записує свій альбом «Face to face», одна з пісень якого, «What Have You Done To Me», була номінована як «Краща r'n'b-композиція» (TMF Awards). Сама співачка незабаром отримує премію Едісона як «Виконавець року».
2006 року вона взяла участь у шоу RTL 4 в місцевому шоу «Танці з зірками»; її пара фінішувала четвертою.
У червні 2006 Едсилія випускає сингл «Dan Ben Van Ik Jou», який того ж року потрапив у «Top 40» синглів в Нідерландах.
2007 року Едсилія Ромблі, вже вдруге в своїй кар'єрі, була обрана представницею Нідерландів на пісенному конкурсі Євробачення 2007 у Гельсінкі (Фінляндія). Цього разу виступ виявилося невдалим, і пісня «On Top Of The World» не кваліфікувалася до фіналу.

## Дискографія

### Альбоми
- Thuis (1997)
- Edsilia (1998)
- Face To Face (2002)
- Meer dan ooit (2007)
- Uit mijn hart (2011)
- Sweet Soul Music (2013)
- The Piano Ballads — Volume 1 (2014)
- The Piano Ballads — Volume 2 (2018)

### Сингли
- «Hemel en aarde» (1998)
- «Second Floor» (1998)
- «Walking on Water» (1998)
- «Get here» (1999)
- «How Can You Say That» (1999)
- «What Have You Done to Me» (2001)
- «Gotta Let Me Go» (2002)
- «I'll Be That Someone» (2002)
- «Dan ik ben van jou» (2006)
- «Nooit meer zonder jou» (2007)
- «On Top of the World» (2007)
- «Een keer meer dan jij» (2007)
- «Geef je over» (2010)
- «Uit het oog niet uit mijn hart» (Рут Якотт) (2011)
- «Ik Laat Je Niet Alleen» (2012)
- «Zeg Me Dat Het Niet Zo Is» (2012)
- «Van Jou» (2014)
- «Als Jij ME Belooft» (2016)
- «Wat Je Doet Met Mij» (Re-Play) (2017)
- «Weak» (2018)
- «The Way You Make Me Feel» (2019)
- «Breng Me Naar Het Water» (з Едвіном Йоркеном) (2019)
- «Lieve Mama» (2020)